# Wodginit
Wodginit ist ein selten vorkommendes Mineral aus der Mineralklasse der „Oxide und Hydroxide“. Es kristallisiert im monoklinen Kristallsystem mit der chemischen Zusammensetzung MnSnTa2O8 und ist damit ein Mangan-Zinn-Tantal-Oxid.
Wodginit entwickelt abgeflachte, dipyramidale oder prismatische Kristalle, die bis zu 15 Zentimeter lang werden können und meist in radial angeordneten Gruppen angeordnet sind. Er kommt aber auch in Form körniger bis massiger (derber) Aggregate vor. Das Mineral ist im Allgemeinen undurchsichtig und nur in dünnen Schichten durchscheinend. Seine Farbe variiert zwischen Rötlichbraun, Dunkelbraun und Schwarz und seine Strichfarbe zwischen Braun und Hellbraun. Die Kristalloberflächen weisen einen schwachen Metallglanz auf.

## Etymologie und Geschichte
Erstmals entdeckt wurde Wodginit in der Wodgina Mine in der westaustralischen Region Pilbara und beschrieben 1963 durch Ernest Henry Nickel, J. F. Rowland, R. C. McAdam, die das Mineral nach seiner Typlokalität benannten.

## Klassifikation
In der veralteten 8. Auflage der Mineralsystematik nach Strunz gehörte der Wodginit zur Mineralklasse der „Oxide und Hydroxide“ und dort zur Abteilung „MO2- und verwandte Verbindungen“, wo er gemeinsam mit Ixiolith in der „Ixiolith-Wodginit-Gruppe“ mit der Systemnummer IV/D.09 steht.
In der zuletzt 2018 überarbeiteten Lapis-Systematik nach Stefan Weiß, die formal auf der alten Systematik von Karl Hugo Strunz in der 8. Auflage basiert, erhielt das Mineral die System- und Mineralnummer IV/D.17-050. Dies entspricht der Klasse der „Oxide und Hydroxide“ und dort der Abteilung „Oxide mit dem Stoffmengenverhältnis Metall : Sauerstoff = 1 : 2 (MO2 und verwandte Verbindungen)“, wo Wodginit zusammen mit Achalait, Ferrotitanowodginit, Ferrowodginit, Ixiolith, Koragoit, Lithiowodginit, Qitianlingit, Tantalowodginit und Titanowodginit eine unbenannte Gruppe mit der Systemnummer IV/D.17 bildet.
Die von der International Mineralogical Association (IMA) zuletzt 2009 aktualisierte 9. Auflage der Strunz’schen Mineralsystematik ordnet den Wodginit in die Klasse der „Oxide (Hydroxide, V[5,6]-Vanadate, Arsenite, Antimonite, Bismutite, Sulfite, Selenite, Tellurite, Iodate)“ und dort in die Abteilung „Metall : Sauerstoff = 1 : 2 und vergleichbare“ ein. Hier ist das Mineral in der Unterabteilung „Mit mittelgroßen Kationen; Ketten kantenverknüpfter Oktaeder“ zu finden, wo es zusammen mit Ferrotitanowodginit, Ferrowodginit, Lithiotantit, Lithiowodginit und Titanowodginit die „Wodginitgruppe“ mit der Systemnummer 4.DB.40 bildet.
In der vorwiegend im englischen Sprachraum gebräuchlichen Systematik der Minerale nach Dana hat Wodginit die System- und Mineralnummer 08.01.08.01. Das entspricht der Klasse der „Oxide und Hydroxide“ und dort der Abteilung „Mehrfache Oxide mit Nb, Ta und Ti“. Hier findet er sich innerhalb der Unterabteilung „Mehrfache Oxide mit Nb, Ta und Ti mit der Formel ABO4“ in der „Wodginitgruppe“, in der auch Ferrowodginit, Titanowodginit, Lithiowodginit und Ferrotitanowodginit eingeordnet sind.

## Bildung und Fundorte

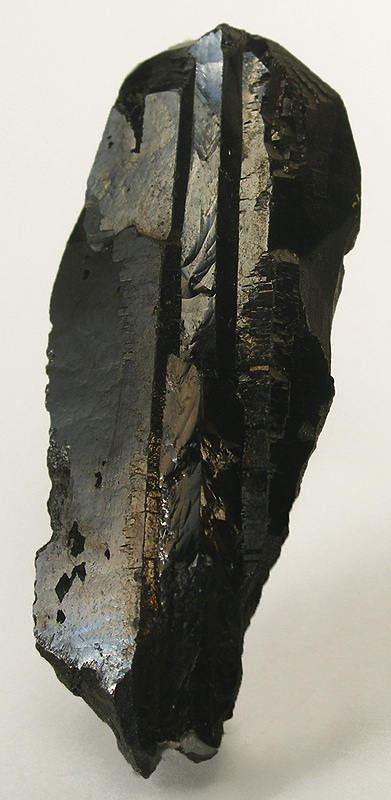
Epitaxische Verwachsung von Wodginit (außen) und Kassiterit (innen) aus Lavia Jabuti, Galileia, Minas Gerais, Brasilien (Größe: 3,7 cm × 1,5 cm × 0,7 cm)

Typischerweise tritt Wodginit in zonierten Pegmatiten in Amphibolit zusammen mit Tantalit, Albit, Quarz, Muskovit, Tapiolit, Mikrolith und Mikroklin auf.
Als seltene Mineralbildung konnte Wodginit nur an wenigen Fundorten nachgewiesen werden, wobei bisher (Stand: 2013) rund 60 Fundorte als bekannt gelten. Neben seiner Typlokalität Wodgina Mine in der Pilbara-Region trat das Mineral in Australien nur noch in „Greenbushes Tinfield“ (Zinnfeld) im Verwaltungsgebiet Bridgetown-Greenbushes Shire auf.
Weitere bekannte Fundorte sind unter anderem
- Westeuropa: die Viitaniemi Pegmatite im Gebiet um Eräjärvi-Orivesi in Finnland, Varuträsk (Västerbotten) in Schweden, Krásno nad Teplou (deutsch Schönfeld) in Tschechien
- Osteuropa bis Zentralasien: die Tantal-Lagerstätten Ognevka und Yubileinoye in Ostkasachstan, Vasin-Myl'k auf der russischen Halbinsel Kola
- Ostasien: die „Paprok Mine“ im afghanischen Distrikt Kamdesh, das Nanping-Pegmatit-Feld (Fujian) und die „Yichun Mine“ (Jiangxi) in China, Tawara (Tahara) in der Präfektur Gifu auf der japanischen Insel Honshū, das Unchzhul-Massiv in der Mongolei, das zur Mongolei und Südsibirien gehörende Sajangebirge
- Afrika: die Tantal-Zinn-Lagerstätte bei Marsa Alam und Um Desi in Ägypten, die „Kenticha Mine“ in der äthiopischen Provinz Sidamo-Borana, das Damaraland in Namibia
- Nordamerika: mehrere Orte in den kanadischen Provinzen Manitoba, Nordwest-Territorien und Ontario, mehrere Orte in verschiedenen Staaten der USA
- Südamerika: die Pegmatite von San Elías und La Viquita im argentinischen Departamento Chacabuco (San Luis), mehrere Orte in den brasilianischen Bundesstaaten Minas Gerais und Paraíba

## Kristallstruktur

Die Abbildung zeigt, dass die Columbit-Gruppe (inklusive Tantalit) und Wodginit als Superstrukturen von Ixiolith aufgefasst werden können.

Wodginit kristallisiert monoklin in der Raumgruppe C2/c (Raumgruppen-Nr. 15) mit den Gitterparametern a = 9,50 Å; b = 11,46 Å; c = 5,14 Å und β = 90,5° sowie 7 Formeleinheiten pro Elementarzelle.